# Claudio Giráldez
Claudio Giráldez González (O Porriño, 24 febbraio 1988) è un allenatore di calcio ed ex calciatore spagnolo, di ruolo difensore, tecnico del Celta Vigo.

## Biografia
Anche suo zio Pepe Lemos fu un calciatore e giocò nella Liga spagnola con Celta Vigo e Real Valladolid.

## Carriera

### Giocatore
Dopo aver militato nelle giovanili del Real Madrid e dell'Atletico Madrid, giocò nella Segunda División B in alcuni club della Galizia, come Pontevedra, Ourense e Coruxo.
Successivamente chiuse la carriera da giocatore al Porriño Industrial, squadra del suo paese natale.

### Allenatore
Giráldez iniziò la sua esperienza da allenatore guidando diverse categorie giovanili del Celta Vigo. Il 12 marzo 2024, dopo la ventottesima giornata di campionato, venne promosso ad allenare la prima squadra, in sostituzione dell'esonerato Rafa Benítez. Iniziò ad allenare il club a dieci giornate dalla fine del campionato, con la squadra al sedicesimo posto in classifica, debuttando così da tecnico nella Liga il 17 marzo 2024 all'Estadio Ramón Sánchez Pizjuán, vincendo in trasferta per 1-2 contro il Siviglia. Dopo dieci partite (5 vittorie, 3 pareggi, 2 sconfitte) chiuse la stagione al tredicesimo posto.
Giráldez venne confermato sulla panchina del club galiziano anche per la stagione 2024-2025. Il 16 ottobre 2024 rinnovò il contratto fino al 2027.
Concluse il campionato al settimo posto in classifica, qualificandosi per la UEFA Europa League.

## Statistiche

### Statistiche da allenatore
Statistiche aggiornate al 24 maggio 2025.
| Stagione            | Squadra             | Campionato          | Campionato | Campionato | Campionato | Campionato | Coppe nazionali | Coppe nazionali | Coppe nazionali | Coppe nazionali | Coppe nazionali | Coppe continentali | Coppe continentali | Coppe continentali | Coppe continentali | Coppe continentali | Altre coppe | Altre coppe | Altre coppe | Altre coppe | Altre coppe | Totale | Totale | Totale | Totale | % Vittorie | Piazzamento |
| Stagione            | Squadra             | Comp                | G          | V          | N          | P          | Comp            | G               | V               | N               | P               | Comp               | G                  | V                  | N                  | P                  | Comp        | G           | V           | N           | P           | G      | V      | N      | P      | %          | Piazzamento |
| ------------------- | ------------------- | ------------------- | ---------- | ---------- | ---------- | ---------- | --------------- | --------------- | --------------- | --------------- | --------------- | ------------------ | ------------------ | ------------------ | ------------------ | ------------------ | ----------- | ----------- | ----------- | ----------- | ----------- | ------ | ------ | ------ | ------ | ---------- | ----------- |
| 2022-2023           | Celta Vigo B        | PF                  | 38+2       | 16+1       | 11         | 11+1       | -               | -               | -               | -               | -               | -                  | -                  | -                  | -                  | -                  | -           | -           | -           | -           | -           | 40     | 17     | 11     | 12     | 42,50      | 5º          |
| 2023-mar. 2024      | Celta Vigo B        | PF                  | 27         | 14         | 5          | 8          | -               | -               | -               | -               | -               | -                  | -                  | -                  | -                  | -                  | -           | -           | -           | -           | -           | 27     | 14     | 5      | 8      | 51,85      | [ 8 ]       |
| Totale Celta Vigo B | Totale Celta Vigo B | Totale Celta Vigo B | 67         | 31         | 16         | 20         |                 | -               | -               | -               | -               |                    | -                  | -                  | -                  | -                  |             | -           | -           | -           | -           | 67     | 31     | 16     | 20     | 46,27      |             |
| mar.-giu. 2024      | Celta Vigo          | PD                  | 10         | 5          | 2          | 3          | CR              | -               | -               | -               | -               | -                  | -                  | -                  | -                  | -                  | -           | -           | -           | -           | -           | 10     | 5      | 2      | 3      | 50,00      | Sub., 13º   |
| 2024-2025           | Celta Vigo          | PD                  | 38         | 16         | 7          | 15         | CR              | 4               | 3               | 0               | 1               | -                  | -                  | -                  | -                  | -                  | -           | -           | -           | -           | -           | 42     | 19     | 7      | 16     | 45,24      | 7º          |
| Totale Celta Vigo   | Totale Celta Vigo   | Totale Celta Vigo   | 48         | 21         | 9          | 18         |                 | 4               | 3               | 0               | 1               |                    | -                  | -                  | -                  | -                  |             | -           | -           | -           | -           | 52     | 24     | 9      | 19     | 46,15      |             |
| Totale carriera     | Totale carriera     | Totale carriera     | 115        | 52         | 25         | 38         |                 | 4               | 3               | 0               | 1               |                    | -                  | -                  | -                  | -                  |             | -           | -           | -           | -           | 119    | 55     | 25     | 39     | 46,22      |             |